# Notiobiella unita
Notiobiella unita is een insect uit de familie van de bruine gaasvliegen (Hemerobiidae), die tot de orde netvleugeligen (Neuroptera) behoort. 
Notiobiella unita is voor het eerst wetenschappelijk beschreven door Banks in 1909.